# Joffre Peak
Der Joffre Peak ist ein 2721 m hoher Berg mit einer Schartenhöhe von 331 m im Südwesten der kanadischen Provinz British Columbia, im Squamish-Lillooet Regional District.

## Geographie
Der Joffre Peak liegt in den Coast Mountains im Joffre Lakes Provincial Park. Sein Gipfel ist der zweithöchste der Joffre Group, eines Teils der Lillooet Ranges. Er liegt 26 km östlich von Pemberton und 11 km nordöstlich des Lillooet Lake. Der Joffre Peak ist eher für den steilen Anstieg aus dem lokalen Terrain als für seine absolute Höhe bemerkenswert. Das Relief ist so gestaltet, dass der Gipfel 1500 m über den Cayoosh Creek in 4 km Entfernung aufragt. Der nächsthöhere Berg ist der Mount Matier (2783 m), 1,6 km südlich gelegen. Die Abflüsse der Niederschläge vom Berg fließen in den Joffre Creek und den Cayoosh Creek, beide im Einzugsgebiet des Fraser River gelegen.
| Cayoosh Mountain | Mount Chief Pascall | Mount Rohr Duffey Lake |
| Mount Taylor     |                     | Mount Caspar           |
| Slalok Mountain  | Mount Matier        | Mount Duke             |

## Geschichte
Die Erstbesteigung wurde am 19. Juli 1957 durch Dick Chambers und Paddy Sherman ausgeführt, zwei Mitglieder des British Columbia Mountaineering Club. Die Seilschaft des Erstaufstiegs benannte den Berg aufgrund seiner Lage an den Quellen des Joffre Creek. Gewässer und Berg sind zu Ehren von Marschall Joseph Jacques Césaire Joffre (1852–1931) benannt, einem französischen General, der während des 1. Weltkrieges als Commander-in-Chief der französischen Armeen diente. Das Toponym des Berges wurde am 22. Juni 1967 vom Geographical Names Board of Canada offiziell anerkannt. Der Joffre Peak sollte nicht mit dem Mount Joffre in den Canadian Rockies verwechselt werden, der für dieselbe Person benannt wurde.

## Klima
In Bezug auf die Klimaklassifikation nach Köppen und Geiger herrscht am Gipfel des Joffre Peak ein subarktisches Klima. Die meisten Wetterfronten stammen vom Pazifik und bewegen sich ostwärts auf die Coast Mountains zu, wo sie durch die Berge zum  Aufsteigen (Windstau) gezwungen werden, was wiederum dazu führt, dass die enthaltene Feuchtigkeit in Form von Regen oder Schnee abgegeben wird. Im Ergebnis führt das zu hohen Niederschlägen in den Coast Mountains, insbesondere zu starken Schneefällen im Winter. Die Temperaturen können unter −20 °C fallen, unter Berücksichtigung von Windchill-Einfluss unter −30 °C. Dieses Klima nährt den Matier Glacier am Südwesthang des Berges und den Anniversary Glacier am Südosthang. Die Monate Juli bis September bieten die besten Wetterbedingungen für einen Aufstieg.

## Kletterrouten
Am Joffre Peak sind folgende Kletterrouten etabliert:
- über die Südostwand – YDS-Klasse 4, Erstbesteigung 1957
- durch die Südwestrinne – YDS-Klasse 4, Erstaufstieg 1971
- über den Ostgrat – YDS-Klasse 5.2, Erstaufstieg 1980

## Galerie

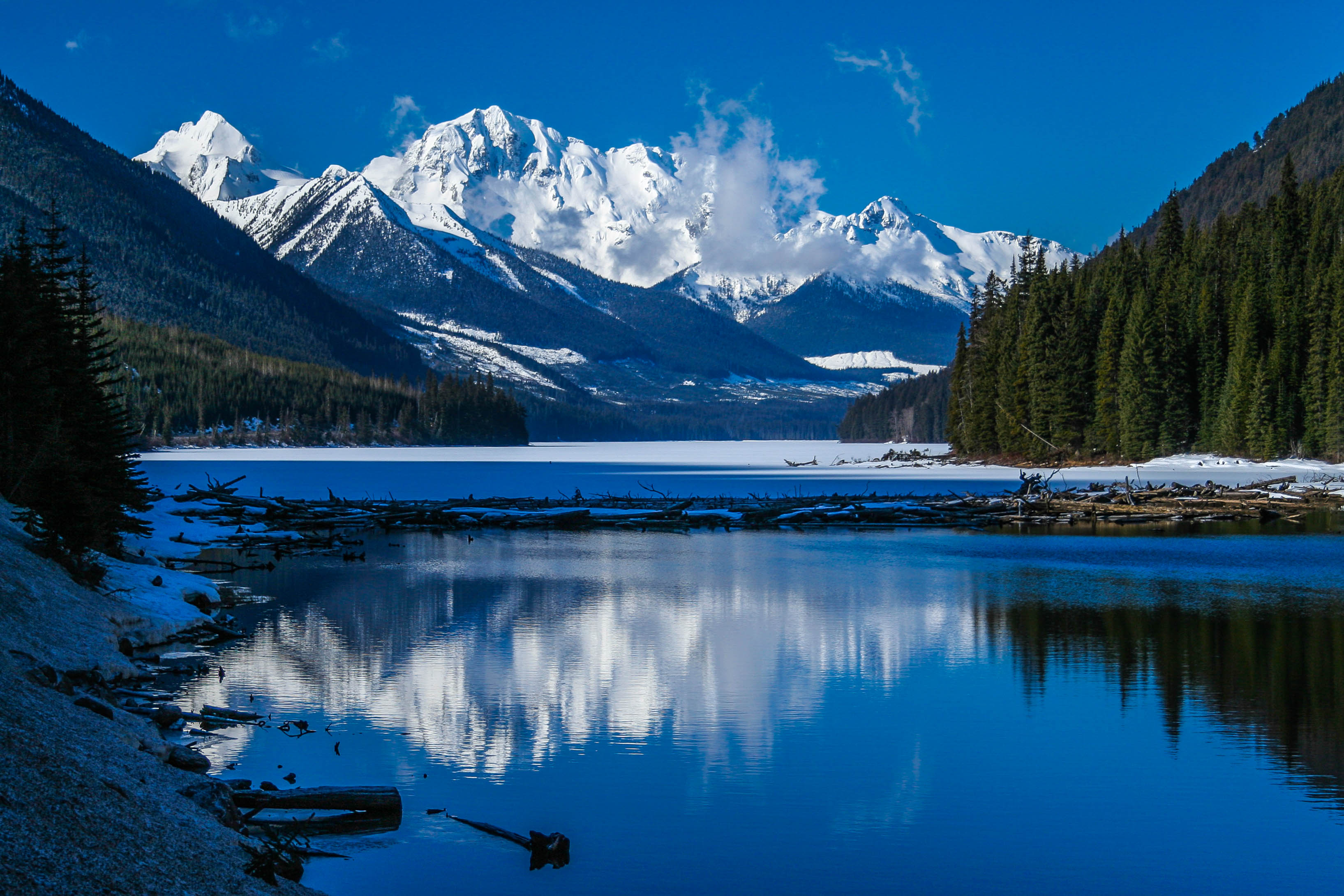
Mt. Matier (links) und Joffre Peak, im Duffey Lake gespiegelt
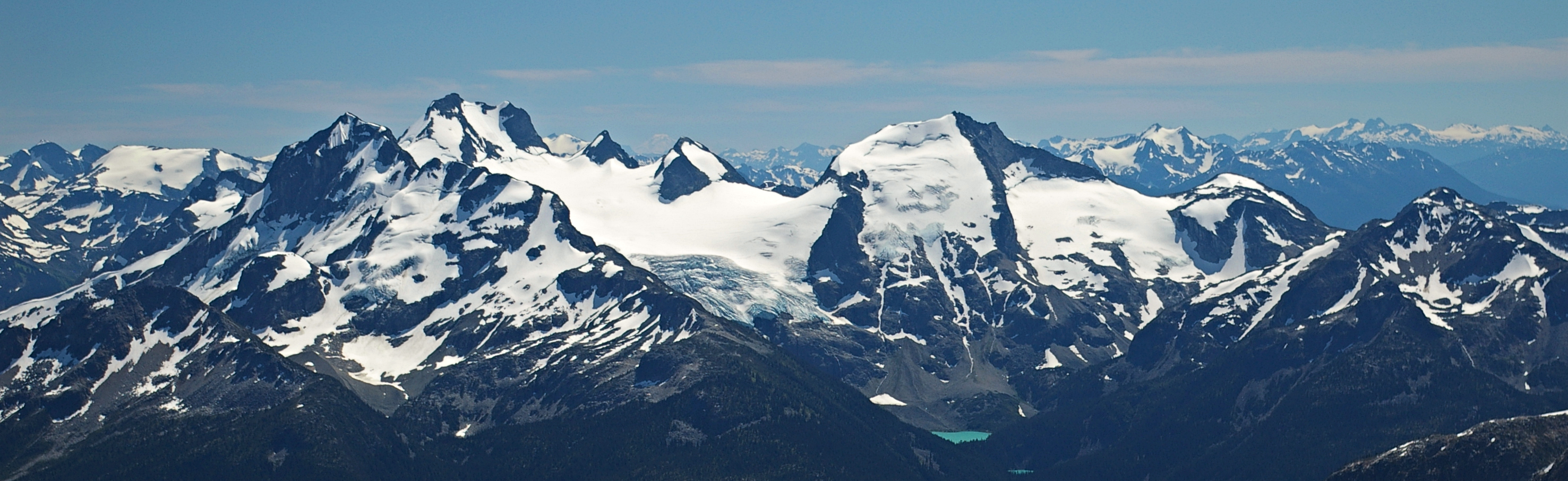
Die Joffre Group: Joffre Peak (links), Mt. Matier (höchster), Mount Hartzell, Mount Spetch, Slalok Mountain, Tszil und Mt. Taylor (rechts außen)
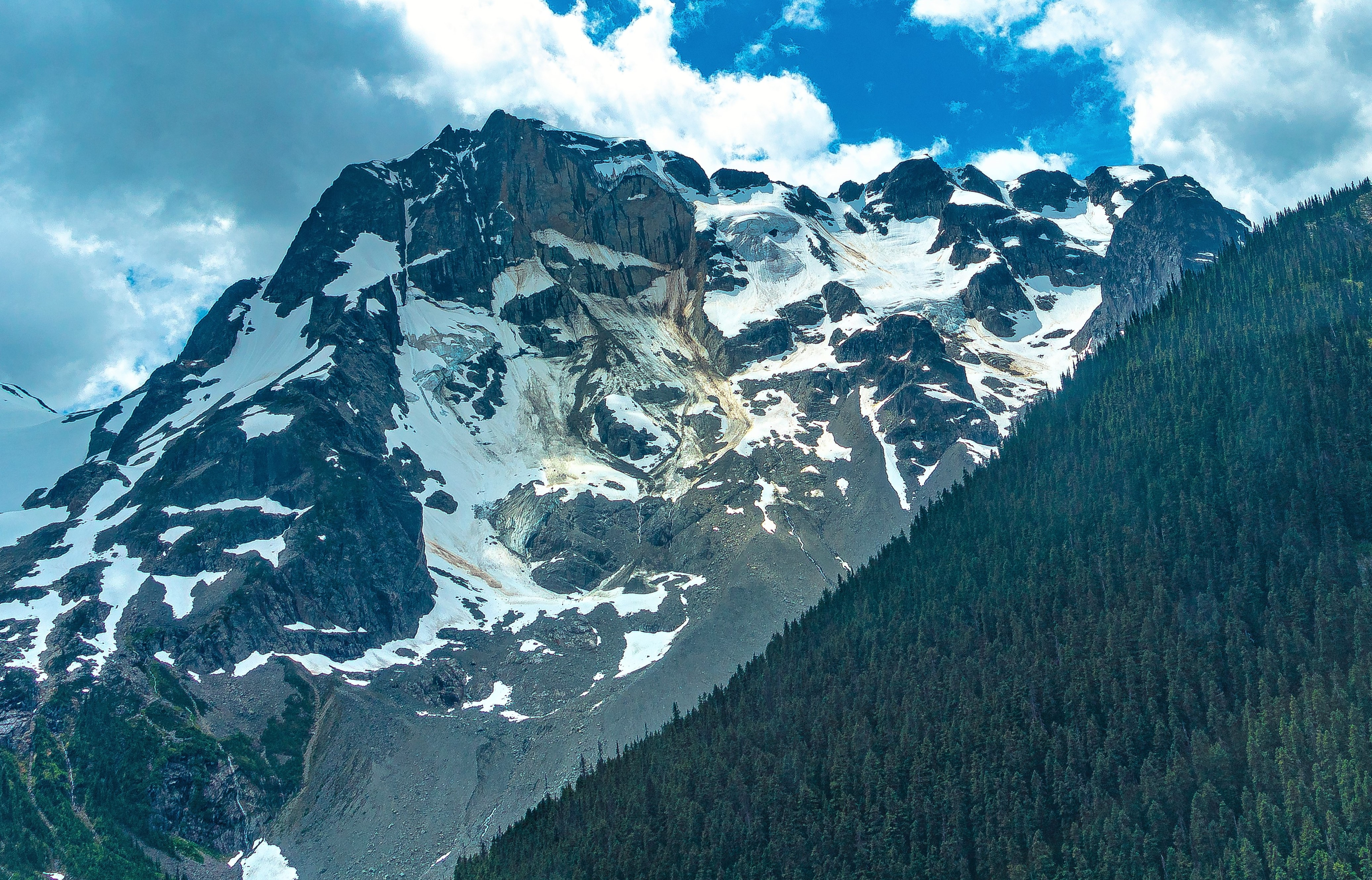
Nordansicht
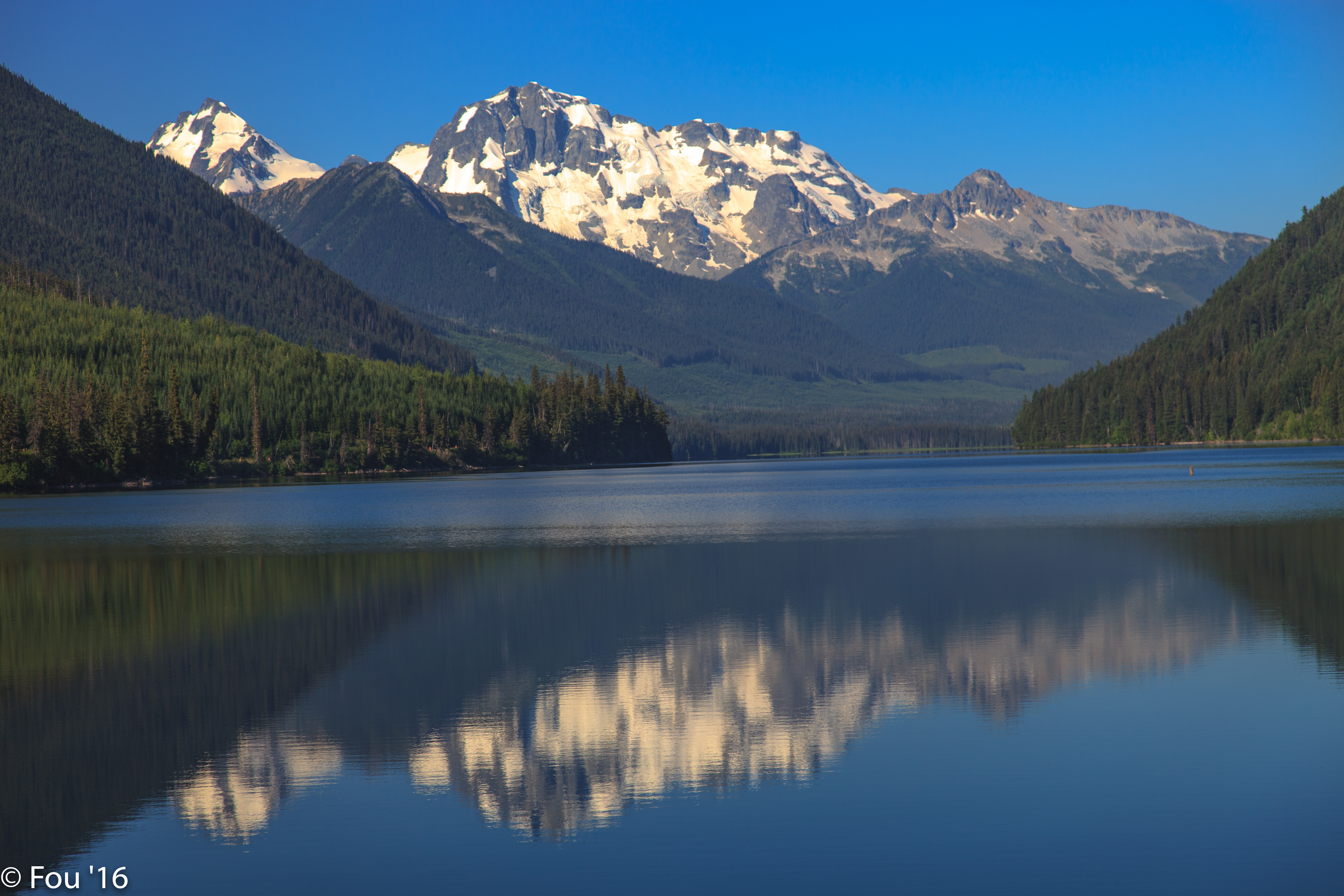
Der Joffre Peak vom Duffey Lake aus
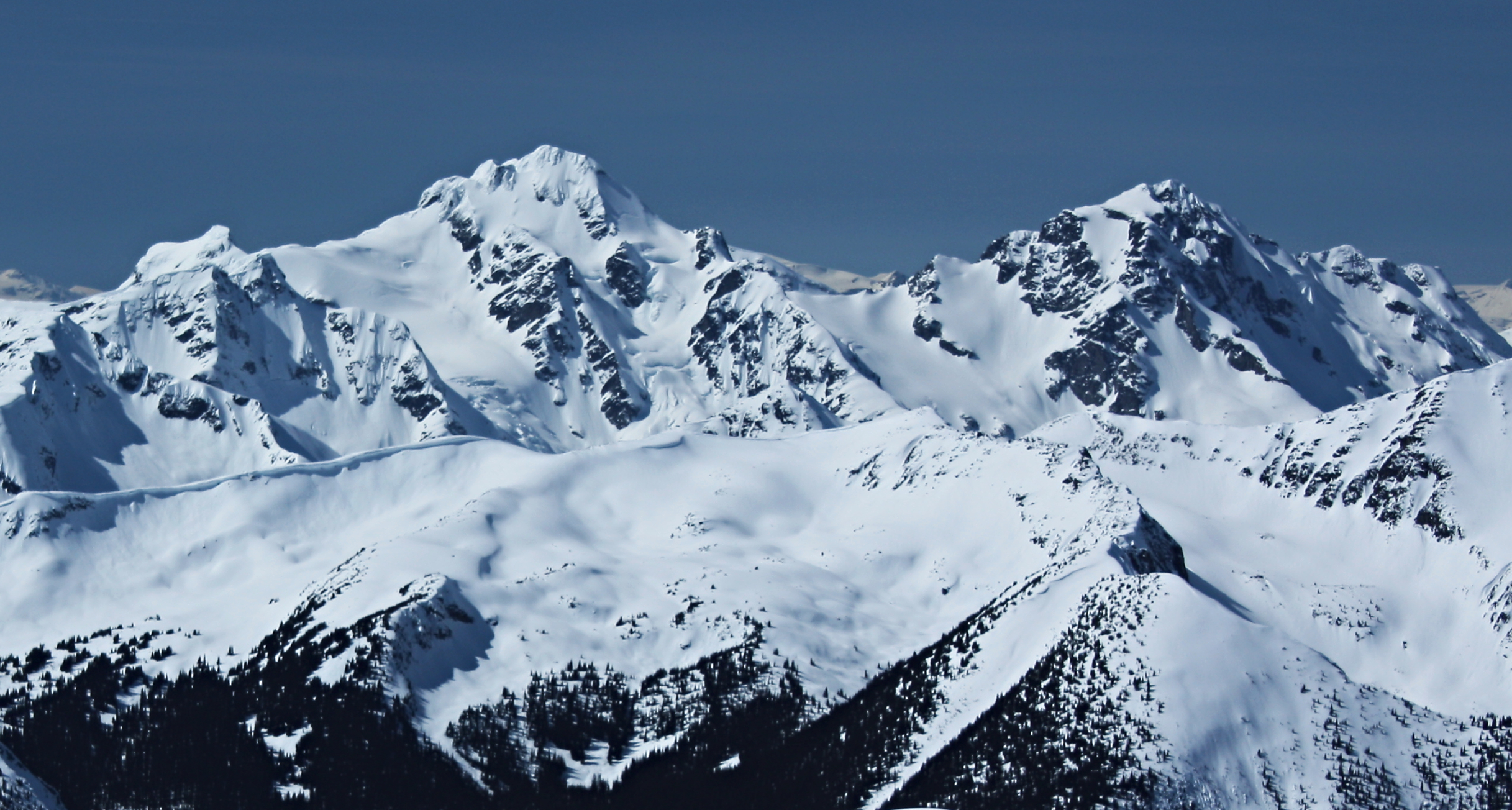
Mount Matier (links) und Joffre Peak (rechts)
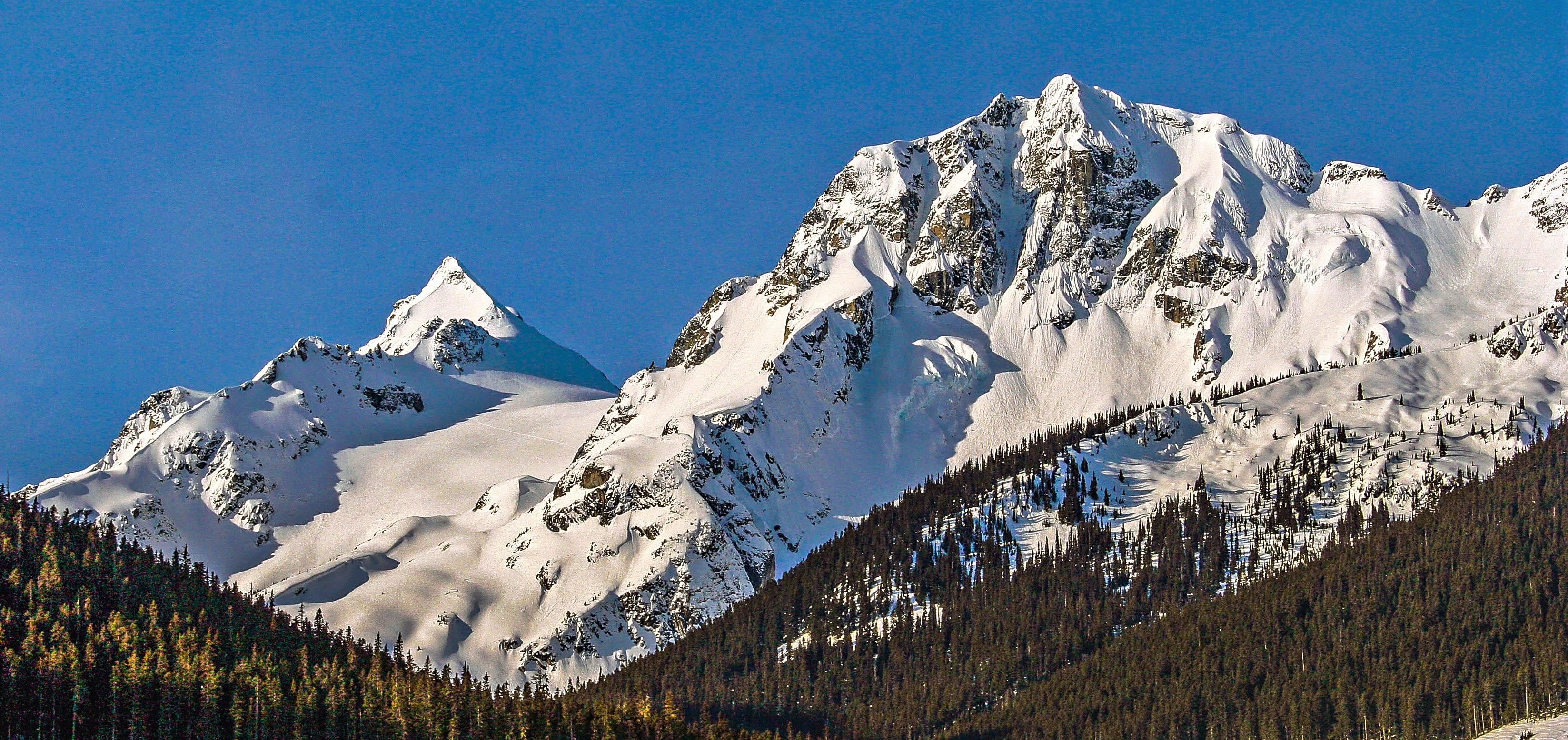
Joffre Peak mit Mt. Matier (links)
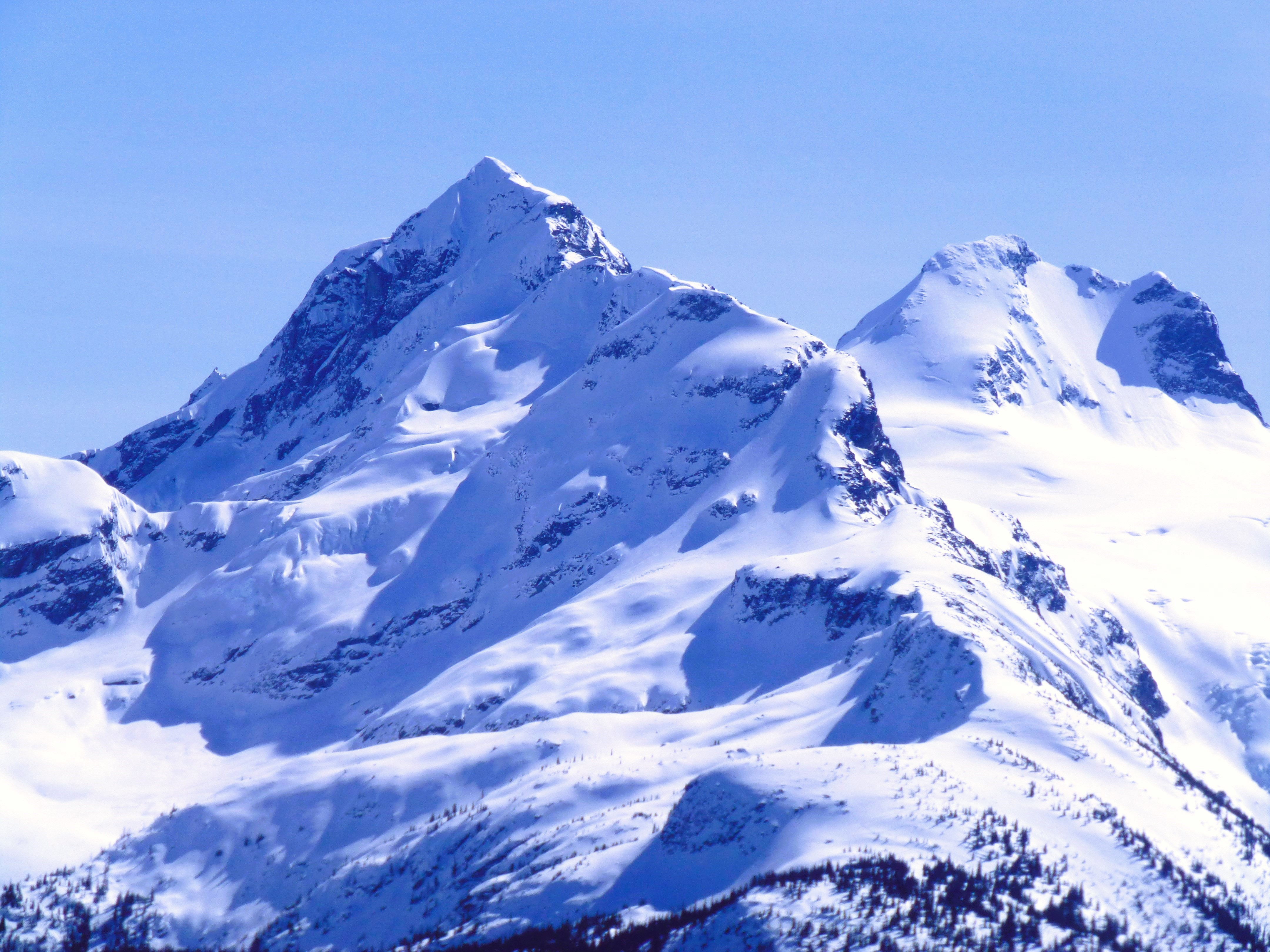
Nordwestansicht des Joffre Peak, mit Mount Matier (hinten rechts)